# 白毛花旗杆
白毛花旗杆（学名：Dontostemon senilis）为十字花科花旗杆属下的一个种。

## 扩展阅读
維基物種上的相關：白毛花旗杆